# Regina Resnik
Regina Resnik (El Bronx, 30 de agosto de 1922-Manhattan, 8 de agosto de 2013) fue una cantante soprano y mezzosoprano estadounidense que tuvo una activa carrera internacional que abarcó cinco décadas. 

## Biografía
Regina Resnick nació en el Bronx, Nueva York, el 30 de agosto de 1922, hija de inmigrantes judíos ucranianos empobrecidos que acababan de llegar a Nueva York. Resnik eliminó la "c" de "Resnick" a una edad temprana. A los 10 años se ofreció para cantar un solo en un concierto en su escuela local. A los 13 años recibió sus primeras lecciones de Rosalie Miller, y poco después ganó 10 dólares apareciendo en la Major Bowes Amateur Hour de la radio pública.
Resnick era una estudiante superdotada académicamente y se saltó varios cursos. Asistió a la Herman Ridder Junior High School y luego a la James Monroe High School en el Bronx, donde tuvo su primera experiencia en el escenario, cantando papeles principales en producciones escolares de operetas y actuando en el coro de su escuela. [6] Resnick declaró que "debo mi conciencia de tener una voz al sistema escolar de Nueva York". Tras graduarse en el instituto en 1938, estudió canto con Giuseppe Danise en el Hunter College, donde obtuvo una licenciatura en música en 1942.

## Trayectoria
Comenzó como soprano en 1942 cantando Lady Macbeth, luego Santuzza y reemplazando a Zinka Milanov en Il trovatore en el Metropolitan Opera. Añadiendo los personajes de Donna Elvira, Donna Anna, Fidelio, Sieglinde, Gutrune, Chrysothemis, Salome, Rosalinda, Eboli, Aida, Alice Ford, Tosca, Butterfly y Musetta fue dirigida por Fritz Busch, Erich Kleiber, Otto Klemperer, Bruno Walter, George Szell, Fritz Reiner, William Steinberg y Erich Leinsdorf.
Cantó en La Scala, Paris Opera, Salzburgo, Nápoles, Viena, Lisboa, Madrid, Buenos Aires, Múnich, Berlín, Bruselas, Marsella, Stuttgart, Hamburgo y Bayreuth. 
Su contribución más importante fue como Dalila, Carmen, Mrs. Quickly en Falstaff y Klytamnestra de Elektra de Richard Strauss, cuando se reunía con Birgit Nilsson y Leonie Rysanek formaban un trío incomparable.
A mediados de 1980 se alejó de su carrera interpretativa en la Ópera y se dedicó a la dirección escénica, la enseñanza y a roles de carácter en ópera y comedias musicales.
Reapareció en el escenario del Lincoln Center a los 68 años como Madame Armfeldt en A Little Night Music de Stephen Sondheim
Resnik falleció el 8 de agosto de 2013 por complicaciones de un derrame cerebral.

## Discografía referencial
- Barber: Vanessa / Dmitri Mitropoulos
- Bizet: Carmen / Schippers
- J. Strauss: Die Fledermaus / Karajan
- R. Strauss: Elektra / Georg Solti
- Chaikovski: Pique Dame / Mstislav Rostropóvich
- Verdi: Un Ballo In Maschera / Bartoletti
- Wagner: Der Ring Des Nibelungen - Bayreuth 1953 / Joseph Keilberth
- Wagner: Der Ring des Nibelungen / Clemens Krauss, Bayreuth Festival 1953
- Wagner: Tristan Und Isolde / Solti
- Vocal Masterworks - Regina Resnik - Song Recital
- Regina Resnik - Dramatic Scenes & Arias

- Datos: Q435523
- Multimedia: Regina Resnik / Q435523